# Мафутсені (місто)
Мафутсе́ні — маленьке місто в Есватіні. Розташоване в центральній частині країни, у районі район і є центром однойменного округу. Знаходиться за 14 км на північний схід від Манзіні.
Містечко розташоване на перетині автотрас MR5 та MR3.
| Есватіні | Це незавершена стаття з географії Есватіні. Ви можете допомогти проєкту, виправивши або дописавши її. |